# Hadrodactylus flavicornis
Hadrodactylus flavicornis är en stekelart som först beskrevs av Léon Abel Provancher 1879.  Hadrodactylus flavicornis ingår i släktet Hadrodactylus och familjen brokparasitsteklar. Inga underarter finns listade i Catalogue of Life.